# هان‌گیم
هان‌گیم (کره‌ای: 한게임) شرکت نرم‌افزار کره‌ای است، که در سال ۱۹۹۹ تأسیس شد.